# Mesosetum filifolium
Mesosetum filifolium är en gräsart som beskrevs av Frederic Tracy Hubbard. Mesosetum filifolium ingår i släktet Mesosetum och familjen gräs. Inga underarter finns listade i Catalogue of Life.